# Distrikt Llapo
Der Distrikt Llapo liegt in der Provinz Pallasca in der Region Ancash in West-Peru. Der Distrikt wurde am 2. Januar 1857 gegründet. Er besitzt eine Fläche von 29,2 km². Beim Zensus 2017 wurden 631 Einwohner gezählt. Im Jahr 1993 lag die Einwohnerzahl bei 640, im Jahr 2007 bei 688. Die Distriktverwaltung befindet sich in der 3480 m hoch gelegenen Ortschaft Llapo mit 615 Einwohnern (Stand 2017). Llapo liegt 14 km südsüdwestlich der Provinzhauptstadt Cabana.

## Geographische Lage
Der Distrikt Llapo liegt im Süden der Provinz Pallasca. Das Areal wird nach Westen zum Río Tablachaca hin entwässert.
Der Distrikt Llapo grenzt im Südwesten und im Westen an den Distrikt Santa Rosa, im Norden und im Nordosten an den Distrikt Tauca sowie im Südosten an die Distrikte Corongo und Bambas (beide in der Provinz Corongo).